# Haeuslerella
Haeuslerella es un género de foraminífero bentónico de la subfamilia Textulariinae, de la familia Textulariidae, de la superfamilia Textularioidea, del suborden Textulariina y del orden Textulariida. Su especie tipo es Haeuslerella pukeuriensis. Su rango cronoestratigráfico abarca desde el Mioceno hasta la Plioceno inferior.

## Clasificación
Haeuslerella incluye a las siguientes especies:
- Haeuslerella decepta †
- Haeuslerella finlayi †
- Haeuslerella hectori †
- Haeuslerella hoeglundi †
- Haeuslerella minima †
- Haeuslerella morgani †
- Haeuslerella parri †
- Haeuslerella pliocenica †
- Haeuslerella pukeuriensis †
- Haeuslerella textilariformis †